# Ricardo Raphael
Ricardo Miguel Raphael de la Madrid (Ciudad de México, 1968), conocido como Ricardo Raphael, es un periodista, analista político,  escritor y académico mexicano que trabaja como conductor de los programas Calle 11, de Once TV México; No hay Lugar Común y A Ras de Tierra en ADN 40; y Multiverso en Milenio Televisión. También es columnista del diario Milenio Diario y el semanario Proceso.
En 2025 publicó el libro Fabricación, una investigación periodística en torno al Caso Wallace y el entramado de corrupción, crueldad y tráfico de influencias que este episodio representa.
De 2017 a 2022 fue director general del Centro Cultural Universitario Tlatelolco (UNAM).

## Trayectoria
Ricardo Raphael fue profesor de asignatura del Centro de Investigación y Docencia Económicas (CIDE). Como periodista, conduce los programas Calle 11 en el Canal Once TV; también el noticiero A Ras de Tierra y No hay Lugar Común en ADN40. También fue analista político del noticiero Enfoque Noticias, de Núcleo Radio Mil, junto con Amparo Casar y Leonardo Curzio. De 2002 a 2020 fue columnista del diario El Universal y cuenta con diversas publicaciones en temas relativos al periodismo, la transición democrática, la función pública, el sistema de partidos, los derechos, el desarrollo económico y la ciudadanía, temas sobre los cuales ofrece conferencias a diversos auditorios. Además, ha sido coordinador de El México indignado (Destino, 2011) y coautor de  Los suspirantes 2012 (Temas de Hoy, 2011), Los intocables (Temas de Hoy, 2008), Los desafíos del servicio profesional de carrera en México (CIDE, 2004).

## Libros
- Fabricación, Seix Barral México (2025).
- Hijo de la guerra, Seix Barral México (2019).
- Manual de investigación 3.0. Periodismo urgente, Ariel (2017).
- Mirreynato: La otra desigualdad, Colección Temas de Hoy, Planeta (2014) ISBN 978-607-07-2485-5
- El otro México, Temas de hoy (2011).
- Los socios de Elba Esther, Planeta (2007).
- Para entender la institución ciudadana, Nostra Ediciones (2007).
- Michoacán: economía, política y sociedad, UNAM (1985).